# Cubatyphlops caymanensis
Cubatyphlops caymanensis — вид змій родини сліпунів (Typhlopidae). Ендемік Кайманових Островів.

## Поширення і екологія
Cubatyphlops caymanensis є ендеміками острова Великий Кайман в архіпелазі Кайманових островів. Вони живуть в прибережних сухих тропічних лісах та в кокколобових і кокосових заростях, переважно на заході острова.

## Збереження
МСОП класифікує цей вид як такий, що перебуває під загрозою зникнення. Cubatyphlops caymanensis загрожує знищення природного середовища та хижацтво з боку інтродукованих тварин.